# شركة هيرشي
شركة هيرشي (بالإنجليزية: The Hershey Company)‏، التي كانت تعرف قبل 2005م باسم شركة هيرشي للأغذية، وتُعرف بين الناس باسم هيرشيز، ليست مجرد مصنع للشوكولاتة إنما هي شركة أمريكية متعددة الجنسيات في أمريكا الشمالية، ويقع مقرها في هيرشي، بنسلفانيا، وهي أيضًا مقر عالم هيرشي للشوكولاتة وهو مركز الزائرين لشركة هيرشي.
تعمل هذه الشركة على تصنيع المنتجات المخبوزة مثل البسكويت والكعك بالإضافة إلى الحليب المخفوق والمشروبات وغيرها الكثير من المنتجات العالمية. تأسست هذه الشركة عام 1894 على يد ميلتون هيرشي وهي تابعة لشركة لانكستر كراميل، مهمتها الأساسية إنتاج شوكولاته بجودة عالية، مما سهّل انتشارها في أكثر من 60 دولة حول العالم إضافةً إلى انتشارها في كافة أنحاء الولايات المتحدة. علاوة على ذلك، تمتلك ثلاثة مراكز توزيع كبيرة، وهي عضو في مؤسسة الكاكاو العالمية.

## أهم المحطات في تاريخ هيرشي
- السنوات المبكرة

تدرّب ميلتون إس هيرشي على صناعة الحلويات عام 1873 قبل أن يفتتح متجرًا للحلوى في فيلادلفيا يوظّف فيه كل الخبرات الأولية التي تلقّنها. استمر العمل بهذا المتجر لستة أعوام، إلى أن بدأ التدرب في دنفر مع صانع حلوى الذي علّمه كيفية صناعة الكراميل. حاول الانخراط في التجارة في نيويورك إلّا أن محاولته باءت بالفشل، مما دفعه للعودة إلى بنسلفانيا. بعد ذلك تمكن من تأسيس شركة لانكستر كاراميل في عام 1886. وقد استخدم الحليب الطازج في تحضير الكراميل، مما أضفى نكهة مميزة اليه وحقق نجاح مميز. في عام 1893 شاهد هيرشي آلات صنع الشوكولاتة لأول مرة في المعرض الكولومبي العالمي في شيكاغو، مما أثار فضوله ودفعه بعد 7 أعوام، أي عام 1900، إلى بيع شركته الخاصة بالكراميل مقابل 1,000,000 دولار (ما يعادل 30,732,000 دولار اليوم). والتفت بعد ذلك إلى البدء بتصنيع الشوكولاته عوضًا عن الكراميل وارتأى أنّ «الكراميل مجرد بدعة، ولكن الشوكولاتة شيء دائم».
لم يكتفِ بذلك إنما عمل على بناء مصنع لمعالجة الحليب عام 1896، ليتمكن من إنتاج كافة كمية الحليب اللازمة للشوكولاته المصنعة في شركته. كما، طوّر في عام 1899 تقنية هيرشي، وهي أقل حساسية لجودة الحليب من الطرق التقليدية. وقد تمكن أخيرًا في عام 1900 من بدء تصنيع ألواح الشوكولاتة بالحليب من هيرشي، والمعروفة أيضًا باسم ألواح هيرشي.
- هيرشي، بنسلفانيا

بعد المصنع الأول، قرر هيرشي بناء مصنع شوكولاتة في مسقط رأسه في ديري تشيرش، بنسلفانيا، وتمكن من تحقيق مراده في عام 1903 حيث بات يعرف المصنع باسم هيرشي، بنسلفانيا. تميز هذا المصنع ببنائه الذي كان خالٍ من النوافذ حتى لا يشتت انتباه الموظفين. لكن ميلتون كان يسعى دومًا إلى رفع معنويات الموظفين من خلال الأنشطة الترفيهية. وقد انعكس ذلك إيجابيًا على إنتاجية العمال وجودة المنتجات في الوقت عينه حيث أثبتت ألواح شوكولاتة الحليب المصنعة في هذا المصنع شعبيتها، وساهم بازدهار الشركة ونموها بشكل سريع.
- قبلات هيرشي

بعد نجاح الشركة سعى ميلتون إلى إضافة أشكال مميزة في الشوكولاته ليضفي لمسته المميزة على إنتاجاته، فقدّم قطعة حلوى جديدة من الشوكولاتة في عام 1907، ذات قاعدة مسطحة، مخروطية الشكل أطلق عليها اسم «قبلة هيرشي». في البداية، وقبل أن يتمكن من إدخال آلة التغليف في عام 1921، كانت تُلف هذه القطعة بطريقة يدوية باستخدام مربعات من رقائق الألومنيوم. أما إدخال المكننة بسّط العملية مع إضافة شريط ورقي صغير إلى الجزء العلوي من العبوة للإشارة إلى أنه منتج هيرشي أصلي.
تقريبًا يتم إنتاج 70 مليون قطعة حلوى يوميًا. من المنتجات الأخرى التي تم تقديمها السيد غودبار (1925) المكوّن من الفول السوداني في شوكولاتة الحليب، وشراب هيرشي (1926)، ورقائق الشوكولاتة شبه الحلوة (1928)، ألواح الكركيل التي تحتوي على أرز مقرمش (1938).
- أكواب ريس زبدة الفول السوداني

إنّ فكرة هذه الأكواب تعود إلى شركة ريس كاندي، حيث اخترعها هاري بورنيت ريس عام 1923. بعد وفاته في فلوريدا ترك الشركاء إلى ورثته الستة. إلا أن أبنائه دمجوا الشركة في 2 يوليو 1963 مع شركة هيرشي للشوكولاتة وهذا الاندماج كان معفى من الضرائب للأسهم.
في عام 2020، بعد 57 عامًا من تجزئة الأسهم، تمثل الأسهم الأصلية البالغة 666316 سهمًا من أسهم هيرشي العادية التي تلقتها عائلة ريس 16 مليون سهم من أسهم هيرشي بقيمة 2.5 مليار دولار والتي تدفع أرباحًا نقدية سنوية قدرها 51.4 مليون دولار. في عام 1969، بعد 6 سنوات فقط من اندماج ريس وهيرشي، أصبحت أكواب زبدة الفول السوداني من ريس هي الأكثر مبيعًا لشركة هيرشي. اعتبارًا من 20 سبتمبر 2012، باتت ريس تعتبر العلامة التجارية الأكثر مبيعًا للحلوى في الولايات المتحدة بمبيعات بلغت 2.603 مليار دولار، وهي رابع أفضل علامة تجارية مبيعًا للحلوى على مستوى العالم بمبيعات بلغت 2.679 مليار دولار-76 مليون دولار فقط (2.8٪) من مبيعاتها من خارج سوق الولايات المتحدة.
- النقابات

في أواخر الثلاثينيات، سعى اتحاد المنظمات الصناعية المدعوم من كونغرس إلى تنظيم عمال المصانع، نتج عن ذلك اضطرابات عمالية لا سيما في شركة هيرشيز نتج عن ذلك اعتصام فاشل لم يخلُ من العنف، حيث شهدت الشركة تصادم حاد بين العمال الموالين والمضربين الذي حاولوا مغادرة المصنع. في عام 1940، سرعان ما عادت الأمور إلى ما كانت في السابق بعد أن نجحت إحدى الشركات التابعة لاتحاد العمل الأمريكي في تنظيم عمال هيرشي تحت قيادة جون شيرر، والذي أصبح أول رئيس للفصل المحلي في الاتحاد الدولي للمخابز والحلويات وعمال التبغ.
- M & M's

قبل وقت قصير من الحرب العالمية الثانية، قام بروس موري، نجل ويليام إف.موري، بعقد صفقة مع فورست مارس لإنشاء شوكولاتة صلبة مغطاة بالسكر تسمى M & M's (نسبة لمارس وموري). كان لدى موري اهتمام بنسبة 20٪ بالحلوى التي استخدمت شوكولاتة هيرشي خلال فترة التقنين خلال الحرب العالمية الثانية. في عام 1948، اشترى مارس حصة موري وأصبح أحد المنافسين الرئيسيين لهيرشي.
- كيت كات ورولو

في عام 1969، حصل هيرشي على ترخيص من شركة روانتري لتصنيع وتسويق كيت كات ورولو في الولايات المتحدة. بعد أن استحوذت شركة نستله المنافسة لشركة هيرشي على شركة راونتري في عام 1988، كان لا يزال يتعين عليها احترام اتفاقية الترخيص، وبالتالي استمرت هيرشي في صنع وتسويق العلامات التجارية في الولايات المتحدة. سيتم إلغاء الترخيص والعودة إلى شركة نستله إذا تم بيع هيرشي. وهكذا أصبحت نقطة شائكة في محاولة هيرشي الفاشلة لجذب مشترٍ جاد في عام 2002، مع العلم أن كيت كات ورولو سيتعين عليهما التنازل عن شركة نستله. حتى شركة نستله رفضت السعر الذي طرحه هيرشي لشعورها بأن هذه الصفقة لم تنجح.
- كادبري

في عام 1988، حصلت هيرشي على حقوق تصنيع وتوزيع العديد من المنتجات التي تحمل علامة كادبري في الولايات المتحدة (باستثناء العلكة والنعناع، والتي تعد جزءًا من موندلز انترنشيونال). في عام 2015، رفعوا دعوى قضائية ضد مستورد بريطاني لوقف استيراد شوكولاتة كادبري البريطانية، مما أثار غضب المستهلكين. تم النظر في الاندماج بين موندلز وهيرشي ولكن تم التخلي عنه في عام 2016 بعد أن رفضت هيرشي عرضًا بقيمة 23 مليار دولار قدّر نقدًا وبأسهم.

## مدرسة ميلتون هيرشي
بالرغم من أن ميلتون لم ينجب الأطفال، إلا أن ذلك لم يحد من محبته للأطفال، فعمل على تأسيس في عام 1909 مدرسة للأيتام البيض عرفت باسم مدرسة هيرشي الصناعية. درّبت الشباب على المهن ولكن في النهاية تحولت إلى التركيز على الإعداد للكلية. شارك ميلتون هيرشي في متابعة كافة تفاصيل المدرسة حتى وفاته في عام 1945. تم تغيير اسم مدرسة هيرشي الصناعية إلى مدرسة ميلتون هيرشي في عام 1951.
الجدير بالذكر أن بعد ثلاث سنوات من وفاة زوجته، تبرع ميلتون هيرشي بحوالي 90 مليون دولار أمريكي للمدرسة الداخلية، بالإضافة إلى 40٪ من أسهم شركة هيرشي.

## المساعدات
كان لهيرشي مساهمات كبيرة لا سيما في المجال التعليمي. كانت إحدى أبرز مساهماتهم هي برنامج إليزابيثتاون كوليدج أونورز. تأسس البرنامج عام 1999 ويتم تمويله جزئيًا من خلال الوقف.
أما في عام 2015، أعلن هيرشي التزامه بمبادرة كلينتون العالمية للمساعدة في بناء سلسلة توريد مستدامة لدعم التغذية الأساسية للأطفال في غانا.
صب هيرشي تركيزه دومًا على الأطفال والأسر مما دفعه إلى عقد شراكات طويلة الأمد مع منظمات مثل شبكة معجزة الأطفال ورونالد ماكدونالد هاوس وطريقة موحدة (UW). في عام 2016، تبرعت الشركة بأكثر من 486.200 دولار لتلك المنظمات.

## شراء الكاكاو
أنتقدت هيرشي لعدم وجود برامج لضمان مشتريات الكاكاو المستدامة، متخلفة عن منافسيها في تدابير التجارة العادلة.
أطلقت الحملة في سبتمبر 2010 من قبل غلوبال إكسشينج وغرين أميركا وأوازيس تراست والمنتدى الدولي لحقوق العمال تحت شعار «ارفع المستوى يا هيرشي!». كان الغرض من الحملة هو الضغط على هيرشي للالتزام «باتخاذ إجراءات فورية للقضاء على عمالة الأطفال [...] من إمدادات الكاكاو في هيرشي»؛ «للحصول على حبوب الكاكاو المعتمدة من التجارة العادلة بنسبة 100٪ بحلول عام 2012 لواحد على الأقل من أفضل خمس قطع شوكولاتة مبيعًا [...] مما يجعل شريط واحد على الأقل من أفضل خمس قطع مبيعًا معتمدًا من التجارة العادلة بنسبة 100٪ كل عامين بعد ذلك»؛ وأن «غالبية كاكاو هيرشي عبر جميع المنتجات ستكون معتمدة من التجارة العادلة بحلول عام 2022». كان الضغط موجهًا بشكل خاص إلى سوق هول فودز، الذي أعلن في 3 أكتوبر 2012، أنه سيتوقف عن حمل خط هيرشي شارفن بيرغر. صرحت الحملة أن «قرار هول فودز يأتي بعد أكثر من 40 من تجار التجزئة والأطعمة الطبيعية التي تعرب علنًا عن قلقها بشأن حمل منتجات شرفن برغر ودغوبا نتيجة لرفض صانع الشوكولاتة العملاق معالجة عمالة الأطفال في سلسلة التوريد الخاصة به». في اليوم نفسه، أعلنت هيرشي أنها ستصدر 100٪ من الكاكاو المعتمد لخطوط إنتاج الشوكولاتة العالمية بحلول عام 2020 وتسريع برامجها للمساعدة في القضاء على عمالة الأطفال في مناطق الكاكاو في غرب إفريقيا.
في عام 2019، أعلن هيرشي أنهم لا يستطيعون ضمان أن منتجات الشوكولاتة الخاصة بهم خالية من عمالة الأطفال بالسخرة، حيث يمكنهم تتبع حوالي 50 ٪ فقط من مشترياتهم إلى مستوى المزرعة. أشارت الواشنطن بوست إلى أن الالتزام الذي تم التعهد به في عام 2001 للقضاء على مثل هذه الممارسات في غضون 4 سنوات لم يتم الوفاء به، لا في الموعد النهائي المحدد في 2005، ولا في المواعيد النهائية المنقحة لعامي 2008 و2010، وأنه من غير المحتمل تحقيق النتيجة. لعام 2020 أيضًا.